# カロリーンチェ (小惑星)
カロリーンチェ (5531 Carolientje) は、小惑星帯の小惑星。パロマー天文台のトム・ゲーレルスとライデン天文台のファン・ハウテン夫妻が発見した。
ファン・ハウテン夫妻の孫娘であるカロリーネ・ファン・ハウテンに因んで名付けられた。